# Kalša
Kalša est un village de Slovaquie situé dans la région de Košice.

## Histoire
Première mention écrite du village en 1270.

## Démographie

### Évolution de la population
| Année:               | 1994. | 2004.   | 2014.   | 2024.   |
| -------------------- | ----- | ------- | ------- | ------- |
| Nombre de personnes: | 695   | 714     | 721     | 747     |
| Différence:          |       | +2,73 % | +0,98 % | +3,60 % |

| Année:               | 2023. | 2024.   |
| -------------------- | ----- | ------- |
| Nombre de personnes: | 748   | 747     |
| Différence:          |       | -0,13 % |

## Transport
Le village possède une gare sur la ligne de chemin de fer 190 entre Košice et Čierna nad Tisou.